# 欣吉利丘特
欣吉利丘特（Hinjilicut），是印度奥里萨邦Ganjam县的一个城镇。总人口21344（2001年）。

## 人口
该地2001年总人口21344人，其中男性10831人，女性10513人；0—6岁人口2701人，其中男1414人，女1287人；识字率64.39%，其中男性为74.22%，女性为54.27%。